# Chico Díaz
Francisco "Chico" Díaz Rocha (Ciudad de México, 16 de febrero de 1959) es un actor brasileño nacido en México.

## Biografía
Francisco Díaz Rocha nació en la Ciudad de México. Él es el hijo de Juan Díaz Bordenave, periodista paraguayo y pedagogo, considerado uno de los padres del pensamiento latinoamericano en comunicación, fallecido en 2012,  y de la traductora brasileña María Cándida Rocha. Se crio en Río de Janeiro, Brasil, donde sus padres decidieron vivir en 1968.
Estuvo casado con la actriz Cecilia Santana, con quien tiene un hijo llamado Antônio. Actualmente está casado con la actriz Sílvia Buarque, con quien tiene una hija llamada Irene.
Tiene una larga y prolífica carrera en el Brasil donde ha actuado en numerosas obras teatrales, así como en más de 70 películas de cine y novelas de televisión. En Paraguay participó en el filme Jacaa, de Ramiro Gómez, y en el documental Buscando a Juan, sobre la vida de su padre, dirigido por Carlos Cáceres Ferreira, ambos en proceso de postproducción.

## Filmografía destacada
Las producciones son brasileñas, a excepción de aquellas donde se indica específicamente su país de origen.
- Gabriela, Cravo e Canela (1983)
- Quilombo (1984)
-Avaete, Seed of Revenge (1985)
-The Man in the Black Cape (1986)
-Where the River Runs Black (1986)
-The Third Bank of the River (1994)
-Perfumed Ball (1996)
-Força de um Desejo (1999)
-Mango Yellow (2002)
-The Forest (2002)
-América (2005)
-Sonhos de Peixe (2006)
-Paraíso Tropical (2007)
-A Favorita (2008)
-O Contador de Histórias (aka The Story of Me) (2009)
-Gabriela (Tv Series 2012) Melk Tavares
-A Floresta de Jonathas / Jonathas' Forest (La selva de Jonathas) (2012) Zé Dos Patos
-A grande familia / Big Family (Tv Series 2001-2013) Pedrada / Raúl / Feijão
-Os pobres diablos (Los pobres diablos). (Rodada en 2013. Estrenada en Brasil en 2017). Lazarino
- Blue Desert (Desierto Azul). (2013) Orador e Pintor.
- Ardor / El  ardor / Ardor, la justicia de los débiles / O Ardor/ The Ardor  / Ardor, justice for the weak / The Burning (2014). (Argentina, México, Brasil, Francia, Estados Unidos) João
-Pé na Cova (Tv Series 2014) Damasceno
- El hipnotizador. Temporada 1. (HBO Latinoamérica, Tv Series, 2015) Darek
- Os Pobres Diabos (Rodada en 2013. Estrenada en Brasil en 2017)
- Words with Gods / Palabras de dioses)
(México, 2014) The Man (El hombre)
- Travessia / Crossing (Rodada en 2015. Estrenada en Brasil en 2017) Roberto
- Oração de Amor Selvagem (Oración de amor salvaje) (2015) Thiago
- Velho Chico / Viejo río / Old River. (Tv Series, 2016). Belmiro de los Angeles
- En Nome Da Lei (2016) Gómez
-  Going to Brazil (Francesa, filmada en Brasil, 2016) Augusto
- Os Pobres Diabos (Rodada en 2013. Estrenada en Brasil en 2017).
- El hipnotizador. Temporada 1. (HBO Latinoamérica, Tv Series, 2015) Darek
- Yacaa  (Paraguay, 2017)
- Buscando a Juan (Paraguay-Brasil, 2017) 
- Guerra do Paraguai (2017)
- Travessia / Crossing (Rodada en 2015. Estrenada en Brasil en 2017) Roberto
- A Casa Do Girasol Vermelho (2018) Romeu (Romeo)
- Segundo Sol. (Tv Series, 2018)
- Happy Hour  (Argentina-Brasil, 2019) Arlindo
- Renascer (TV Series, 2024)